# Níkino
Níkino (en rus: Никино) és un poble del krai de Perm, a Rússia, que pertany al districte rural de Solikamski. El 2010 tenia 23 habitants.